# Gmina Wanamingo
Wanamingo Township – gmina w południowo-wschodniej części stanu Minnesota, w hrabstwie Goodhue.
Liczy 507 mieszkańców.